# Gruppe der Paidikos-Alabastra

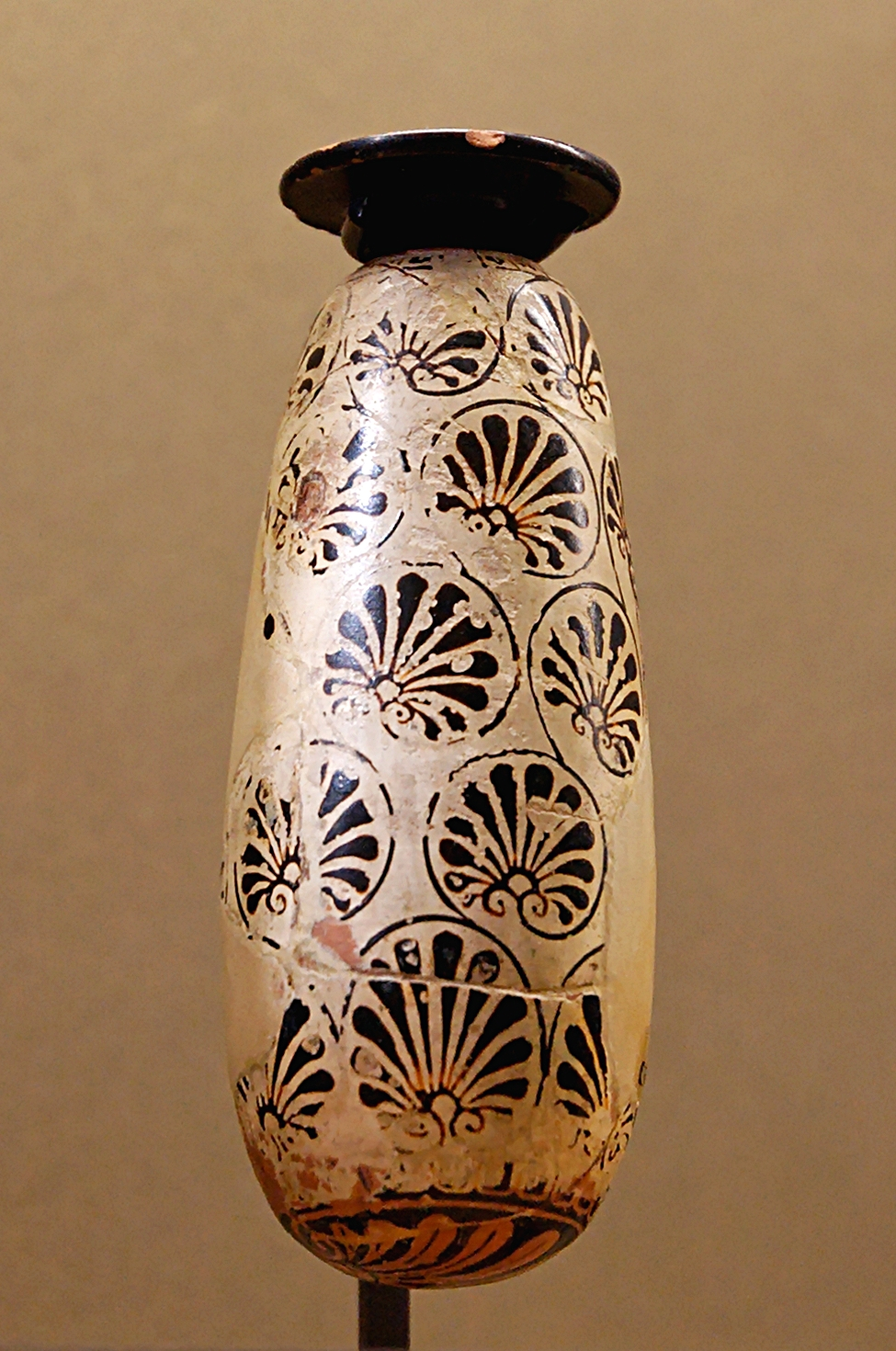
Paidikos-Alabastron, signiert von Pasiades, Paris, Louvre CA 1920

Als Gruppe der Paidikos-Alabastra (englisch Group of the Paidikos Alabastra) werden eine Gruppe attischer Alabastra vom Ende des 6. Jahrhunderts v. Chr. und ihre Maler bezeichnet.
Bei Nr. 1 bis 6 handelt es sich um weißgrundige Alabastra, bei Nr. 7–27 um rotfigurige. Nr. 1 und 2 sind von Pasiades als Töpfer signiert und von einem Maler nahe dem Euergides-Maler, dem Pasiades-Maler, bemalt. Nr. 3 bis 6 sind rein floral mit Palmetten dekoriert und kommen von einem Maler, davon ist Nr. 3 von Pasiades signiert. Von den rotfigurigen Exemplaren ist das Exemplar Paris, Louvre CA 487 von Paidikos als Töpfer signiert, danach der Name der Gruppe. John D. Beazley hat die Überlegung angestellt, ob Paidikos (übersetzt „kindisch, knabenhaft“) nicht nur eine Spitzname des Pasiades war, es sich also nur um eine Person handelte.
1. London, British Museum B 667, signiert von Pasiades als Töpfer
2. Athen, Nationalmuseum 15002, signiert von Pasiades als Töpfer
3. Paris, Louvre CA 1920
4. Athen, Nationalmuseum 2297
5. New York, Metropolitan Museum 21.89
6. New York, Metropolitan Museum 06.1021.92

Nr. 7–29 Rotfigurige Alabastren